# Музей раскрепощения женщины
Музе́й раскрепоще́ния же́нщины — музей, который располагался в Новодевичьем монастыре после Октябрьской революции.
В 1922 году советское правительство закрыло Новодевичий монастырь, создав в его помещениях «Музей эпохи правления царевны Софьи и стрелецких бунтов», который позже был переименован в «Музей раскрепощения женщины». Датой его основания некоторые исследователи считают 1922-й, однако, по другим данным, музей был открыт в 1930—1931 годах.
Экспозиция раскрывала роль религии в процессе закрепощения женщин, а также популяризировала идею вовлечения женского населения в производственный и общественный процессы. Например, были организованы такие выставки, как: «Труд и быт женщины», «Религия и женщина», «Октябрь и женщина». Руководителем музея являлся Ф. Я. Селезнёв.
Согласно одним данным, в 1926 году музей преобразовали в историко-бытовой и художественный музей «Новодевичий монастырь». Также существует мнение, что его закрыли лишь в 1934 году, превратив в филиал Исторического музея. По официальным данным, после ликвидации выставки фонды распределили между другими музейными учреждениями. Однако существуют сведения, что часть предметов передавали в Наркомвнешторг.